# G20 (países em desenvolvimento)
O G20 das nações em desenvolvimento (ocasionalmente conhecido como G21, G23 ou G20+) é um grupo criado em 20 de agosto de 2003 na cidade suíça de Genebra, durante a fase final da preparação para a 5ª Conferência Ministerial da Organização Mundial do Comércio (OMC), realizada em Cancún, entre 10 e 14 de setembro de 2003. O mesmo é distinto do grupo das maiores economias do mundo. O G20 dos países em desenvolvimento concentra sua atuação na agricultura, sendo este o tema central da Agenda de Desenvolvimento de Doha.
Em Cancún, os pontos principais da reunião estavam em defender resultados nas negociações agrícolas, que refletissem o nível de ambição do mandato das negociações provindas da Rodada de Doha, além dos interesses dos países em desenvolvimento.

## História
O G20, inicialmente, começou com vinte e um países. Atualmente, possui uma vasta e equilibrada representação geográfica, sendo integrado por vinte e três membros permanentes: cinco da África (África do Sul, Egito, Nigéria, Tanzânia e Zimbabwe), seis da Ásia (China, Filipinas, Índia, Indonésia, Paquistão e Tailândia) e doze da América Latina (Argentina, Bolívia, Brasil, Chile, Cuba, Equador, Guatemala, México, Paraguai, Peru, Uruguai e Venezuela). Quatro são as nações não permanentes, sendo três no continente americano (Colômbia, Costa Rica e El Salvador) e uma na Europa (a Turquia).
Desde a sua constituição, o G20 gerou grande interesse, criou expectativas e recebeu também críticas vindas diferentes direções.
O grupo nasceu com o objetivo de tentar, como de fato o fez, impedir um resultado predeterminado em Cancún e de abrir espaço para as negociações em agricultura. Naquela ocasião, o principal objetivo do grupo foi defender resultados nas negociações agrícolas que refletissem o nível de ambição do mandato de Doha e os interesses dos países em desenvolvimento. Para tanto, o grupo adotou uma posição comum, circulada como documento oficial da OMC, antes e durante Cancún (WT/MIN(03)/W/6). Essa posição permanece como a sua plataforma central.
Após a falta de resultados concretos no encontro de Cancún, o G20 dedicou-se a intensas consultas técnicas e políticas, visando a injetar dinamismo nas negociações. Foram realizadas diversas Reuniões Ministeriais do grupo (Cancún, setembro de 2003; Brasília, dezembro de 2003; São Paulo, junho de 2004; Nova Délhi, março de 2005; Bhurban, setembro de 2005; e Genebra, outubro e novembro de 2005), além de freqüentes reuniões entre Chefes de Delegação e Altos Funcionários, em Genebra. O grupo promoveu, ainda, reuniões técnicas com vistas a discutir propostas específicas no contexto das negociações sobre a agricultura da OMC e a preparar documentos técnicos, em apoio à posição comum adotada pelos seus integrantes.

## Atividades
O G20 consolidou-se como interlocutor essencial e reconhecido nas negociações agrícolas. A legitimidade do grupo deve-se às seguintes razões:
- importância do seu membros na produção e comércio agrícolas, representando quase 60% da população mundial, 70% da população rural em todo o mundo e 26% das exportações agrícolas mundiais;
- sua capacidade de traduzir os interesses dos países em desenvolvimento em propostas concretas e consistentes;
- sua habilidade em coordenar seus membros e interagir com outros grupos na OMC.

O poder de influência do G20 foi confirmado na fase final das negociações que levaram ao acordo-quadro, então firmado em julho de 2008. Graças aos esforços do G20, o acordo-quadro adotado reflete todos os objetivos negociadores do grupo na fase inicial de negociações da Rodada de Doha:
- respeita o mandato de Doha e seu nível de ambição;
- aponta para resultados positivos das negociações de modalidades;
- representa uma melhoria substantiva em relação ao texto submetido em Cancún, em todos os aspectos da negociação agrícola.

Durante as próximas negociações de modalidades, a meta é que o G20 mantenha-se engajado nas negociações, intensificando sua coordenação interna e seus esforços de interação com outros grupos, visando a promoção dos interesses dos países em desenvolvimento nas negociações agrícolas.
Na mais recente reunião do grupo das maiores economias do mundo (realizada na cidade de Buenos Aires em 2018), os países nela presentes deixaram em evidência os pontos que conotam ao G20 dos países em desenvolvimento, além de demonstrar empenho em levar adiante questões prioritárias acerca de temas como agricultura e sustentabilidade.

## Membros

Estados membros do G20 (países em desenvolvimento). Em verde, as nações permanentes do grupo. Na cor laranja, os países que não são membros permanentes.

O G20 dos países em desenvolvimento possui, atualmente, vinte e três nações inseridas como membros permanentes (este número pode variar), sendo elas:
- África
  -  - Cyril Ramaphosa
  -  - Abdul Fatah Khalil Al-Sisi
  -  - Bola Tinubu
  -  - Samia Suluhu
  -  - Emmerson Mnangagwa
- Ásia
  -  - Xi Jinping
  -  - Bongbong Marcos
  -  - Narendra Modi
  -  - Prabowo Subianto
  -  - Arif Alvi
  -  - Maha Vajiralongkorn
- América
  -  - Javier Milei
  -  - Luis Arce
  -  - Luiz Inácio Lula da Silva
  -  - Gabriel Boric
  -  - Miguel Díaz-Canel
  -  - Daniel Noboa
  -  - Bernardo Arévalo
  -  - Claudia Sheinbaum
  -  - Santiago Peña 
  -  - Dina Boluarte
  -  - Yamandú Orsi
  -  - Nicolás Maduro[nota 1]